# Orovida Camille Pissarro
Orovida Camille Pissarro (Epping, 8 de octubre de 1893 – Londres, 8 de agosto de 1968), conocida como Orovida, fue una pintora y grabadora británica. Durante la mayor parte de su carrera, se distanció del estilo de los impresionistas y postimpresionistas como su padre Lucien Pissarro y su abuelo Camille Pissarro. Se centró en una técnica influenciada por China y otras obras de arte asiático y ya en el último cuarto de su carrera desarrolló un estilo propio que se basó en aunar ambas tradiciones. 

## Primeros años y formación
Pissarro nació en Gran Bretaña el 8 de octubre de 1893 en Epping, Essex. Vivió en Londres la mayor parte de su vida. Fue la única hija de la pareja de artistas francesa formada por Esther Pissarro (nacida Esther Bensusan) y Lucien Pissarro, que se habían establecido en Gran Bretaña en 1890. Orovida llevó el nombre de la tía de su madre, Esther. Perteneció a una familia con tradición de artistas, encabezada por su abuelo, Camille Pissarro, el impresionista. Su padre Lucien, el hijo mayor de Camille, fue pintor, grabador y grabador de madera. Su madre, Esther, era pintora. Sus tíos Georges Henri Manzana Pissarro, Félix Pissarro y Ludovic Rodo Pissarro, así como otros familiares, también fueron artistas.
Orovida mostró su talento desde sus primeros años de vida. Su padre dijo que estaba "en su sangre". Los dibujos que realizó con cinco años fueron elogiados por su abuelo. Estudió pintura al óleo con su padre durante su adolescencia, llegando a ser experta en el estilo impresionista. Como se ve en su Autorretrato, Lucien había limitado su paleta a usar solo cinco colores. Su madre creía que el arte era una profesión financieramente insegura e insistió en que Orovida estudiara música. Pero el interés de la hija en el grabado, con sus perspectivas de ilustración comercial, ayudó a calmar los temores de su madre.
En 1913, estudió brevemente con Walter Sickert, antes de renunciar a la formación artística formal. 

## Obra: periodo inicial
Orovida nunca formó parte de los movimientos artísticos de Gran Bretaña. Se convirtió en la primera mujer artista profesional de la familia Pissarro y en la primera artista de la familia de su generación. En 1921, ella y la artista francesa Marie Laurencin expusieron en una exposición conjunta.
Una exposición de pintura china en el Museo Británico en 1924 tuvo una gran influencia en su sensibilidad artística. A pesar de la decepción de su padre, Orovida, que contaba alrededor de 20 años, abandonó el impresionismo y desarrolló un estilo decorativo inusual inspirado en el arte chino, japonés, persa e indio. Esto se debió en parte al deseo de distinguirse del fuerte legado impresionista de su familia, concepto que reforzó dejando de usar su apellido y pasando a ser conocida simplemente como Orovida el resto de su vida. Su tío Georges Henri Manzana Pissarro ya había obrado de esta manera, firmando Manzana, que era el apellido de soltera de su abuela. A pesar de distanciarse de la fama de la familia, siempre estuvo orgullosa del legado del apellido Pissarro. 
Su distanciamiento del impresionismo fue más allá de alejarse de la estirpe de los Pissarro. Además, consideraba que el arte occidental competía con la fotografía, mientras que el arte oriental lo sentía como más adecuado a su propia naturaleza independiente. La artista nunca visitó el Lejano Oriente y su inspiración vino únicamente de las obras que había visto en museos y otros lugares.
Orovida pintaba con finos lavados de gouache o pintura al temple sobre seda, lino, papel y pan de oro. Sus pinturas y sus grabados representan principalmente temas asiáticos. Sus temas más frecuentes eran animales, especialmente tigres y caballos, que ella representaba de manera decorativa, asiática, estilizada y lineal. Otros de sus temas favoritos fueron los jinetes mongoles que cazaban animales salvajes, príncipes persas y bailarines africanos.   

## Obra: periodo tardío
Durante el último cuarto de su vida, después de la muerte de su padre en 1944, Orovida reanudó la pintura al óleo con un marcado cambio en el estilo y la elección del tema. Su trabajo se volvió más naturalista y se acercó a la tradición de Pissarro. Fusionó sus inclinaciones asiáticas con un aspecto europeo más sustancial. El resultado ha sido comparado con el fresco seco. Sus temas durante este período viran hacia retratos de familiares y amigos, la realeza y especialmente todo tipo de gatos, desde domésticos hasta salvajes.   
Fue una grabadora prolífica, que produjo alrededor de 8.000 impresiones de 107 planchas grabadas. En un libro publicado en 2001, se evalúan sus grabados y conexiones familiares: "Sus impresiones decorativas originales, artesanales y modernas le habrían proporcionado una buena reputación, independientemente de tales conexiones, pero probablemente no habrían llamado tanto la atención". Su madre, Esther, creó el archivo de la familia Pissarro en el Museo Ashmolean de Oxford y Orovida tuvo un papel importante en su desarrollo.  
Orovida nunca se casó. Murió el 8 de agosto de 1968. En 1969, el Museo Ashmolean realizó una exposición conmemorativa de sus pinturas, grabados y dibujos. Otra exposición póstuma, Tres generaciones de la familia Pissarro, se celebró en las Galerías Leicester. Anteriormente, la artista había participado en un espectáculo del mismo nombre en 1943. Su trabajo se puede ver en muchas colecciones destacadas en Gran Bretaña, incluyendo el Museo Británico y el Museo Victoria and Albert en Londres y el Museo Ashmolean en Oxford, y en los Estados Unidos de América, incluyendo el Museo de Arte de Cleveland, Museo de Bellas Artes (Boston) y el Museo de Arte de San Diego.  